# Hassanal Bolkiah
Hassanal Bolkiah Mu'izzadin Waddaulah, född 15 juli 1946 i Bandar Seri Begawan, är sultan av Brunei sedan den 5 oktober 1967 då hans far Omar Ali Saifuddin III abdikerade. Hans släkt har styrt landet sedan 1400-talet och Hassanal Bolkiah är den 29:e sultanen. Sultanen styr landet enväldigt och är en av världens rikaste män.

## Biografi
Sultanen fick sin utbildning i Malaysia och under en period vid Royal Military Academy Sandhurst i Storbritannien innan han återvände till Brunei för att bli sultan. Förutom att vara statschef innehar han även flera ministerposter, bland annat premiärminister, finansminister och försvarsminister.
Sultanens första hustru är Raja Isteri Pengiran Anak Hajah Saleha. Han var tidigare även gift med Mariam Abdul Aziz men skildes från henne 2003. År 2005 gifte han sig med Azrinaz Mazhar Hakim men skildes från henne 2010. Hans tre fruar har givit honom fem söner och sju döttrar. Hans äldste son, Al-Muhtadee Billah Bolkiah (född 1974), är Bruneis kronprins.
År 1991 införde sultanen en konservativ muslimsk ideologi i landet. 2004 återöppnade han parlamentet efter att det varit upplöst i 20 år. Något val för att utse parlamentsledamöter har dock inte hållits.
Sultanen har varit indragen i en långdragen dispyt med sin bror prins Jefri, tidigare finansminister, som han anklagat för att ha förskingrat miljardsummor. Dispyten ska ha avslutats 2009 efter att ha pågått i över tio år. Enligt rapporter ska sultanen själv ha använt flera miljarder av statskassan för eget bruk. Han är känd för sin stora samling av ungefär 7 000 sport- och lyxbilar, varav många är unika och specialbyggda särskilt för honom. Han bor i palatset Istana Nurul Iman, världens största bebodda palats med 1 788 rum.

## Utmärkelser
- Kedja av Krysantemumorden,  3 april 1984
- Storkors av Bathorden,  4 november 1992[5]
- Förbundsrepubliken Tysklands förtjänstorden - storkors av särskilda klassen,  30 mars 1998
- Hedersdoktor vid Beijings universitet för främmande språk,  2001[6]
- Kungliga Serafimerorden,  7 februari 2004[7]
- Storkorset av Nederländska Lejonorden,  2013[8]
- Peruanska Solorden
- Kung Abdulaziz-orden
- Darjah Utama Temasek
- Bathorden
- Fortjenstordenen
- Första klass av Jaroslav den vises orden
- Filippinernas hederslegion
- Södra korsets orden
- Isabella den katolskas orden
- Hedersdoktor vid Moskvas statliga institut för internationella relationer[9]
- Österrikiska republikens förtjänstorden
- Sankt Mikaels och Sankt Georgsorden
- Nederländska Lejonorden
- San Martín Befriarens orden
- Förbundsrepubliken Tysklands förtjänstorden
- Al Khalifa-orden
- Malaysias kronorden
- Förtjänstorden
- Nilorden
- Al-Hussein orden
- Republiken Indonesiens stjärna
- Bruneis kronorden
- Bruneis kungafamiljs kronorden
- Bruneis kungafamiljs orden
- Förtjänstorden, första rangen
- Riddare med storkors av Sankt Mikaels och Sankt Georgsorden
- Omanorden
- Sikatunaorden
- Hedersdoktor vid Universitetet i Aberdeen
- Hedersdoktor vid Oxfords universitet
- Nishan-e-Pakistan
- Storkors av Hederslegionen
- Rajamitrabhornorden
- Mugunghwaorden
- Mohammedorden

[Redigera Wikidata]